# Andrea Leeds
Andrea Leeds, pseudonimo di Antoinette Lees (Butte, 14 agosto 1914 – Palm Springs, 21 maggio 1984), è stata un'attrice statunitense.
Nel 1938 ottenne una candidatura all'Oscar alla miglior attrice non protagonista per il film Palcoscenico (1937) di Gregory La Cava.

## Biografia
Originaria del Montana, venne scoperta dal produttore Samuel Goldwyn e iniziò la sua carriera cinematografica nel 1933, interpretando brevi ruoli non accreditati in film come Anna Karenina (1935) e La ragazza di Boemia (1936). In alcune occasioni, tra le quali nel film Nel mondo della luna (1936), apparve come Antoinette Lees, suo vero nome.
Assunto il definitivo nome d'arte di Andrea Leeds, l'attrice ottenne i primi ruoli significativi nel dramma Ambizione (1936) e nella commedia It Could Happen to You! (1937). Nello stesso anno venne prestata alla RKO per prendere parte al film Palcoscenico di Gregory La Cava, storia di un gruppo di giovani aspiranti attrici che abitano nello stesso residence in attesa della grande occasione in grado di dare una svolta alle loro ambizioni di carriera. Recitando accanto a stelle già affermate come Katharine Hepburn, Ginger Rogers e Lucille Ball, la Leeds interpretò il ruolo di Kaye Hamilton, una giovane ingenua e delicata che si vede soffiare una parte teatrale importante dalla collega Terry Randall (la Hepburn) e che, per la delusione, si uccide gettandosi da una finestra.
Malgrado la brevità del suo ruolo, il tragico personaggio di Kaye dominò il film, e la Leeds ottenne una candidatura al premio Oscar alla miglior attrice non protagonista. Subito dopo fu scritturata per la commedia Follie di Hollywood (1938), in cui impersonò Hazel Dawes ("Miss Humanity"), la ragazza che un produttore hollywoodiano tenta di lanciare come donna americana ideale. Il film non ebbe però il successo sperato.
Il successivo film fu la commedia Quando donna vuole (1938), in cui la Leeds ebbe per la prima volta il ruolo di protagonista femminile assoluta, accanto a Joel McCrea, con il quale fece coppia anche l'anno seguente nella commedia musicale Armonie di gioventù (1939). Ne La gloriosa avventura (1939), pellicola d'azione diretta da Henry Hathaway, l'attrice recitò al fianco di Gary Cooper e David Niven in una vicenda ambientata nelle Filippine, subito dopo la guerra filippino-americana.
Il 1939 si chiuse con un altro film musicale, Il canto del fiume, biografia in technicolor del compositore statunitense Stephen Foster, nel quale la Leeds recitò accanto a Don Ameche. All'età di ventisei anni, nel 1940 l'attrice recitò in quello che sarebbe stato il suo ultimo film, Earthbound, un poliziesco in cui interpretò il ruolo di Ellen Desborough, una giovane donna che riesce a risolvere il misterioso assassinio del proprio marito, aiutata nelle indagini dal fantasma di questi.
Sposatasi l'anno precedente con l'uomo d'affari californiano Robert Stewart Howard, la Leeds abbandonò definitivamente le scene per dedicarsi alla famiglia e ai figli, Robert Jr. e Leann. Con il marito intraprese proficue attività nell'allevamento dei cavalli e nel ramo alberghiero a Palm Springs, località dove risiedette per il resto della sua esistenza.
Vedova dal 1962 di Robert Stewart Howard, la Leeds morì il 21 maggio 1984, all'età di sessantanove anni, per un cancro. È sepolta al Desert Memorial Park di Cathedral City (California).

## Filmografia
- Meet the Baron, regia di Walter Lang (1933) (non accreditata)
- Elinor Norton, regia di Hamilton MacFadden (1934) (non accreditata)
- Bachelor of Arts, regia di Louis King (1934) (non accreditata)
- Asegure a su mujer, regia di Lewis Seiler (1935) (come Antoinette Lees)
- La nave di Satana (Dante's Inferno), regia di Harry Lachman (1935) (non accreditata)
- Anna Karenina, regia di Clarence Brown (1935) (non accreditata)
- Life Hesitates at 40, regia di Charley Chase e Harold Law (1935) - cortometraggio (non accreditata)
- Al di là delle tenebre (Magnificent Obsession), regia di John M. Stahl (1935) (non accreditata)
- La ragazza di Boemia (Bohemian Girl), regia di James W. Horne e Charley Rogers (1936) (non accreditata)
- The Count Takes the Count, regia di Harold Law (1936) – cortometraggio (come Antoinette Lees)
- L'ebbrezza dell'oro (Sutter's Gold), regia di James Cruze (1936)
- Song of the Trail, regia di Russell Hopton (1936) (come Antoinette Lees)
- Nel mondo della luna (The Moon's Our Home), regia di William A. Seiter (1936) (come Antoinette Lees)
- Forgotten Faces, regia di Ewald André Dupont (1936) (come Antoinette Lees)
- Ambizione (Come and Get It), regia di Howard Hawks e Richard Rosson (1936)
- It Could Happen to You!, regia di Phil Rosen (1937)
- Palcoscenico (Stage Door), regia di Gregory La Cava (1937)
- Follie di Hollywood (The Goldwyn Follies), regia di George Marshall (1938)
- L'ultima recita (Letter of Introduction), regia di John M. Stahl (1938)
- Quando donna vuole (Youth Takes a Fling), regia di Archie Mayo (1938)
- Armonie di gioventù (They Shall Have Music), regia di Archie Mayo (1939)
- La gloriosa avventura (The Real Glory), regia di Henry Hathaway (1939)
- Il canto del fiume (Swanee River), regia di Sidney Lanfield (1939)
- Earthbound, regia di Irving Pichel (1940)

## Doppiatrici italiane
- Giovanna Scotto in Palcoscenico, Il canto del fiume
- Rosetta Calavetta in Armonie di gioventù
- Lia Orlandini in La gloriosa avventura
- Lorenza Biella in Ambizione (ridoppiaggio)